# Marin a Cutheis
Marin a Cutheis (lat. Marin de Cuteis, Marin se Geremia) (Split, druga polovica 14. st. – Split, prva polovica 15. st.), splitski kroničar, kanonik i splitski nadbiskup 1402. godine. Potomak je stare i ugledne splitske patricijske obitelji Geremia.
Napisao je između 1371. i 1388. godine kroniku Summa historiarum tabula A Cutheis: De gestis civium Spalatinorum, poznatu kao Tabula a Cutheis, sačuvanu u tzv. trogirskom rukopisu kod splitske plemićke obitelji Cindro. U kronici je živopisno oslikao epidemiju kuge u Splitu 1348. godine, ustoličenje i nadbiskupovanje Hugolina Branca, oslobođenje Splita i Trogira od mletačke vlasti 1357. godine, a daje i izvještaje o patarenima u Bosni i o bitki na rijeci Marici 1371. godine i o prodoru Turaka na Balkan.
Godine 1402. Splićani su ga izabrali za splitskog nadbiskupa, nakon što su otjerali njegova prethodnika Andriju Benzija. Dana 24. prosinca iste godine uglavio je sporazum između splitskih plemića i pučana. Papa Bonifacije IX. (1389. – 1404.) nije ga potvrdio za splitskog nadbiskupa, na zahtjev svog štićenika Ladislava Napuljskog, već je 1403. godine imenovao Peregrina od Aragonije za novog nadbiskupa.
| Titule u Katoličkoj Crkvi                    | Titule u Katoličkoj Crkvi | Titule u Katoličkoj Crkvi                |
| -------------------------------------------- | ------------------------- | ---------------------------------------- |
| prethodnik Andrija I. Gualdo (1388. – 1402.) | splitski nadbiskup 1402.  | nasljednik Peregrin od Aragonije (1403.) |